# Escola Joan Maragall (el Prat de Llobregat)
L'Escola Joan Maragall del Prat de Llobregat (Baix Llobregat) és una obra racionalista del 1935 inclosa en l'Inventari del Patrimoni Arquitectònic de Catalunya.

## Descripció
L'escola és de línia racionalista, amb estructura en forma de ela entorn el pati, i que tanca en els seus altres dos costats amb una barana amb reixa que donen directament al carrer. Té una alçada de dues plantes i està exempt pràcticament de tota ornamentació. Aquesta ve donada únicament pels muntants de les enormes finestres i per uns petits rectangles d'estuc a la part superior de la façana de la porta principal, un damunt de cadascuna de les tres finestres. Hi ha un porxo a la planta baixa, al llarg del pati, que és l'únic element que trenca la cuidada uniformitat del conjunt, estudiat per guanyar un màxim d'espai útil en les millors condicions de ventilació i il·luminació natural.

## Història
L'edifici fou construït per a utilitat escolar sota acord en sessió de l'Ajuntament del 18 d'agost de 1923. Els terrenys van ser adquirits en el seu moment a Joaquim Bolos per la quantitat de 1.000 pessetes. El projecte va ser fet per l'arquitecte municipal interí Joaquim Moragas Ixart. Es va inaugurar l'any 1935 amb el nom de Pompeu i Fabra, popularment conegut com «els col·legis nous».